# Cokerie de Drocourt
La cokerie de Drocourt est une usine de production de coke (Carbonisation du charbon à l'abri de l'air), l'une des plus grandes d'Europe, qui a fonctionné durant près d'un siècle, dont l'emprise s'étendait sur trois communes, Hénin-Beaumont, Rouvroy et Drocourt dans le Pas-de-Calais. L'entrée principale se situait dans la rue Georges Capelle à Hénin-Beaumont (anc. Hénin-Liétard).
Intégrée dans le bassin minier du Nord-Pas-de-Calais qui exploite des puits d'extraction, des usines diverses de traitement du charbon, des centrales thermiques, elle recevra de très importants investissements qui en feront un pilier et une vitrine de l'industrie charbonnière française.

## Histoire

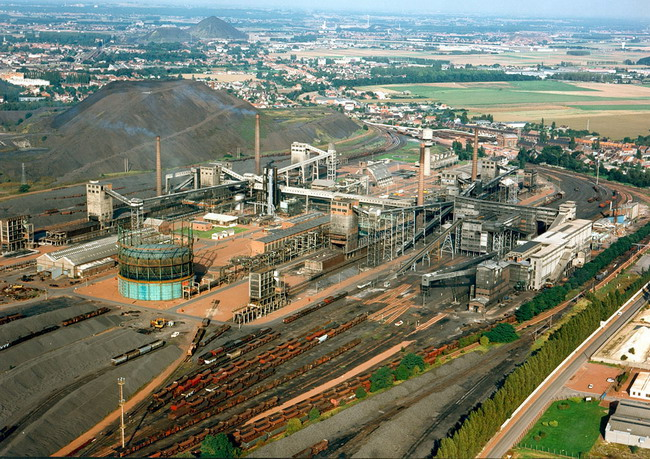
Vue aérienne de la Cokerie de Drocourt en 1991

Construite par la Compagnie des mines de Drocourt, qui fut créée par des industriels belges, devenue en 1925 Mines de Vicoigne Nœux Drocourt, elle sera ensuite nationalisée en 1946, comme toutes les industries charbonnières françaises à l'époque et fera partie du Groupe d'Hénin Liétard.
À l'origine, se trouvaient sur ce site les fosses 1 ou la Parisienne, mise en exploitation en 1879. 
La fosse 3 le fut en 1895, à l'est. 
Un lavoir, la cokerie et une centrale thermique furent également implantés sur ce grand carreau, une usine chimique sera également construite à proximité, dans les années 1950, la raffinerie centrale des benzols, appelée Norbenzol (actuellement CCP Composites, filiale du Groupe Total).
En 1939, la cokerie produisait 700 tonnes de coke métallurgique dans 4 batteries de 25 fours en très mauvais état.

Les HBNPC  une cokerie importante. Le charbon utilisé provient alors de tout le groupe d'Hénin-Liétard.
À partir de 1956, la production est portée à 2 000 t/jour et, en 1959, à 3 000 t/j.
La mise en route de la batterie no 2 en 1959 en fait la cokerie la plus productive de France.
Le 14 décembre 1962, la mise en marche des batteries no 33 & 34 porte la capacité de la cokerie à 3,900 t/j (en utilisant 5 000 tonnes de charbon prélevé presque sur place).
Le 21 novembre 1969, 2 nouvelles batteries, les no 31 et 32, portant la capacité de l'usine à 5 050 tonnes par jour de coke avec 16 batteries totalisant 407 fours utilisant 6 500 tonnes de charbon par jour: 2 lignes de 8 batteries. La 1ère ligne (batteries 1,2,3,4,5,6,7,8) qui produit un coke dit de fonderie et la 2ème ligne (batteries 21,22,23,24,31,32,33,34) qui produit du coke dit métallurgique.
550 ouvriers, 67 employés (techniciens et agents de maîtrise) et 6 ingénieurs y travaillent. A cette date la cokerie était la plus importante d'Europe.
En 1988, le lavoir, alimenté par les sièges 4/5 sud et 3/15 de Méricourt ferme et est démantelé. La cokerie obtient un statut d'autonomie et devient une société filiale de Charbonnages de France sous le nom "« Cokes de Drocourt SA »". Elle ne produit que du coke de fonderie, tous les fours produisant du coke sidérurgique sont arrêtés.
La capacité est alors de 1 700 t/j, soit un peu plus de 600 000 tonnes par an.

## Fin de la cokerie de Drocourt
Dès 2000, Charbonnages de France tente de vendre ou de céder toutes ses filiales et activités industrielles en prévision de sa dissolution programmée pour le 31 décembre 2007.
L'échec des projets de reprises entraîne l'arrêt progressif de la cokerie, la 2ème ligne est arrêtée en juin 2001.
L'arrêt définitif intervient le 25 mars 2002, le dernier défournement a lieu sur le four no 2220, la cokerie est alors plongée dans le silence et l'abandon pendant quelques mois jusqu'à sa démolition d'août 2002 à décembre 2003. Selon la volonté des collectivités locales, la décision est prise de faire "place nette" et d'effacer un fleuron de l'industrie française, berceuse de nombreux emplois du paysage du bassin minier.
Le quai de vente, le dépôt des locos et le rivage, qui se trouvaient sur d'autres sites sont également « déconstruits ».
À l'exception des bureaux de la présidence, appelés le "Château", Aucune installation industrielle, ni aucun bâtiment n'a été conservé. Seuls, les terrils permettent encore de localiser le site. 
La société "Cokes de Drocourt SA" est officiellement dissoute fin 2003 (mise en liquidation amiable accompagnée d'un plan social évalué par la cour des comptes à une valeur de près de 100 M€, pour 400 personnes).

## Réhabilitation du site
Après d'importants travaux de dépollution et plusieurs phases de plantations (avec l'EPF ; établissement public foncier), en plus d'une revégétalisation spontanée du terril, en juin 2007 commencent les travaux de terrassement, à l'emplacement de l'ancien lavoir, de ce qui sera le « Parc des Îles » et qui prendra désormais la place des industries charbonnières à Drocourt.